# Guglielmo di Bourges
Guglielmo (XII secolo – Bourges, 10 gennaio 1209) fu un monaco cistercense, abate di Pontigny, Fontainejean e Chaalis e poi vescovo di Bourges.
Fu proclamato santo da papa Onorio III nel 1218.

## Biografia
Apparteneva alla nobile famiglia dei conti di Nevers ed era nipote di Pietro l'eremita.
Avviato alla carriera ecclesiastica, fu canonico cattedrale a Soissons e poi a Parigi; in seguito si ritirò nel monastero di Grandmont e poi abbracciò la vita religiosa nell'ordine cistercense, divenendo abate di Pontigny, di Fontainejean e infine di Chaalis.
Nel 1200, su indicazione del vescovo Oddone di Parigi, fu eletto vescovo di Bourges. Ebbe fama di grande umiltà e bontà d'animo. Predicò la crociata bandita da papa Innocenzo III contro gli albigesi e si preparò a parteciparvi, ma si ammalò e morì.

## Culto
Fu canonizzato da papa Onorio III il 17 maggio 1218.
Il suo corpo fu deposto in un'arca d'oro posta dietro l'altare maggiore della cattedrale di Bourges, ma la tomba venne profanata dagli ugonotti e i suoi resti bruciati e dispersi.
Altre reliquie che erano state donate all'abbazia di Chaalis e alla chiesa di Saint-Léger andarono disperse nel 1793.
Il suo elogio si legge nel Martirologio Romano al 10 gennaio.
Il nipote Philippe Berruyer, anch'egli arcivescovo di Bourges dal 1236 al 1260, fu canonizzato nel 1267.